# Goeldia guayaquilensis
Espèce
Synonymes
- Titanoeca guayaquilensis Schmidt, 1971

Goeldia guayaquilensis est une espèce d'araignées aranéomorphes de la famille des Titanoecidae.

## Distribution
Cette espèce est se rencontre en Équateur et au Pérou.

## Description
Le mâle holotype mesure 4 mm.
Le mâle décrit par Almeida-Silva et Brescovit en 2024 mesure 3,38 mm et la femelle 3,80 mm, les mâles mesurent de 3,35 à 3,38 mm et les femelles de 3,80 à 5,6 mm.

## Systématique et taxinomie
Cette espèce a été décrite sous le protonyme Titanoeca guayaquilensis par Schmidt en 1971. Elle est placée dans le genre Goeldia par Dupérré en 2023.

## Étymologie
Son nom d'espèce, composé de guayaquil et du suffixe latin -ensis, « qui vit dans, qui habite », lui a été donné en référence au lieu de sa découverte, Guayaquil.

## Publication originale
- Schmidt, 1971 : « Mit Bananen eingeschleppte Spinnen. » Zoologische Beiträge, N.F., vol. 17, p. 387-433.